# Arriba (álbum de Rescate)
¡Arriba! es el octavo álbum de estudio y el noveno en general de la banda argentina Rescate.
El álbum se caracteriza por el clásico estilo musical de la banda, entre pop rock y balada romántica. De este álbum, se desprenden dos sencillos: «Ellos van» y «Soy José». Este último cuenta con una edición especial donde participa el rapero puertorriqueño Vico C.

## Lista de canciones
| N.º | Título                  | Duración |  |
| 1.  | «Buscando fronteras»    | 4:17     |  |
| 2.  | «Ellos van»             | 3:56     |  |
| 3.  | «Cómo decirte que no»   | 3:42     |  |
| 4.  | «Globos»                | 3:19     |  |
| 5.  | «Soy José»              | 4:02     |  |
| 6.  | «Hay algo más»          | 4:33     |  |
| 7.  | «¿Qué pasa afuera?»     | 3:24     |  |
| 8.  | «Mi socorro»            | 3:41     |  |
| 9.  | «Cómo no voy a verlo»   | 3:14     |  |
| 10. | «Tiempo para mí»        | 3:17     |  |
| 11. | «Todos se preguntan»    | 3:47     |  |
| 12. | «Soy José» (con Vico C) | 4:07     |  |